# 卢卡斯·雷德尔
卢卡斯·雷德尔（德語：Lukas Raeder，1993年12月30日—）是一位德国足球运动员，现效力于葡超球队塞图巴尔，司职守门员。